# 五四運動

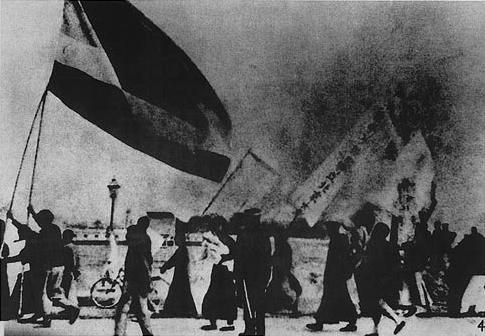
デモ行進する北京大学の学生

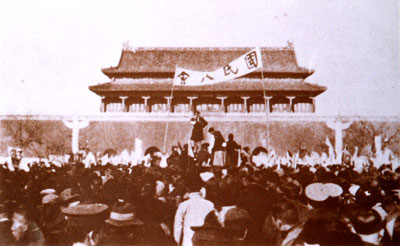
天安門広場にて

五・四運動（ごしうんどう）は、中華民国において、1915年の日本による対華21カ条要求の内容不満により1919年に発生した抗日、反帝国主義を掲げる学生運動、大衆運動。北京から全国に広がったが、5月4日に発生したのでこの名で呼ばれ、五四愛国運動、五・四運動、5・4運動とも表記される。抗日・反帝国主義だけではなく反封建主義の側面もあった。

## 背景

### 世界的ナショナリズムの高揚とロシア革命
近代とは帝国主義という嵐が席巻して世界を一つにした時代であり、アヘン戦争以来、中国も列強からの侵略にさらされた結果、その近代の嵐に巻き込まれ世界の一つに組み込まれるようになった。しかしやがてそうした帝国主義に風穴をあけるような事件が世界各地で起き、中国もそれに大きな影響を受けた。それがロシア革命（1917年）、ウッドロウ・ウィルソンの民族自決主義をうたった十四か条の平和原則（1918年）、三・一運動（1919年）である。これらは中国におけるナショナリズムの高揚を促進させたといえる。

### 抗日気運の醸成と新文化運動
政治的背景は2つある。まず対華21カ条要求受諾が挙げられる。第一次世界大戦勃発後の1915年1月18日、大隈重信内閣により袁世凱政権に対華21カ条要求が出され、袁政権は日本人顧問を置くとする5号条項（7ヶ条分）を除き、要求を受け入れた。国民はこの要求の最後通牒を受けた日（5月7日）と受諾した日（5月9日）を国恥記念日と呼んだ。
次の政治的背景には中国軍閥と日本との密接な関係が挙げられる。袁世凱は待望の皇帝となったものの、世論の激しい反発を買い、失意のうちに没した。その後、後継争いが発生し、中国は軍閥割拠の時代に突入するが、自軍強化のために盛んに日本から借款を導入した。その代表例が段祺瑞・曹汝霖と寺内正毅・西原亀三の間で取り決められた西原借款である。見返りは中国における様々な利権であった。1918年5月には「日支共同防敵軍事協定」が結ばれ、日本軍の中国国内における行動を無制限とし、また中国軍を日本軍の下位におくこととした。これら軍閥と日本との癒着は、中国民衆の激しい反発を呼び起こし、抗日感情を非常に高める結果となった。
文化的な背景として、まず新文化運動・白話文運動を挙げることができる。これらの運動は1910年代に起こってきた啓蒙運動で、陳独秀・李大釗・呉虞・胡適・魯迅・周作人などが運動のオピニオンリーダーであった。彼等は『新青年』や『毎週評論』といった雑誌を創刊し、それによって新思想を鼓吹した。すなわち全面的な西欧化や儒教批判、科学や民主の重視、文字及び文学改革などがその内容である。この運動を経た後だったからこそ、五四運動は抗日感情が高まっていながら、義和団の乱のような剥き出しの暴力性・宗教性をその性格としなかったのである。狭義には五四運動に含まれない「背景」ではあるが、両者は密接に関連している事から、広義に文化的「側面」としてこれらも五四運動に包含し五四新文化運動と呼称する場合もある。

## 経緯

### パリ講和反対デモ
大戦が終結し、パリ講和会議において日本側の「日本がドイツから奪った山東省の権益を容認」という主張が列強により国際的に承認されると、その少し前に朝鮮で起きた三・一独立運動天安門広場からヴェルサイユ条約反対や親日派要人の罷免などを要求してデモ行進をした。デモ隊はさらに曹汝霖宅を襲撃して放火したり、たまたま居合わせた駐日公使章宗祥に暴行して重傷を負わせるなど、暴徒化した。

### 中国政府の反応と運動の広がり
袁の後継者である北京の軍閥政権は学生を多数逮捕し、事態の収拾に努めたが、北京の学生はゼネラル・ストライキを敢行、亡国の危機と反帝国主義を訴え、各地の学生もこれに呼応して全国的な抗日・反帝運動に発展した。労働者によるストライキも全国的な広がりを見せ、6月10日には最終的に学生を釈放せざるをえなくなった。また、6月28日に中国政府はヴェルサイユ条約調印を最終的に拒否した。
またこの運動は、その広がりの過程において日貨排斥運動へと性質を変え、アメリカ等でも華僑等の誘導による不買運動がみられた。

## 影響と評価

### 影響
袁世凱によって地位を追われ、日本に亡命後、広州で護法運動を展開していた孫文が五四運動を期に、自信を取り戻したといわれている。やがて彼は1923年にはソ連の援助を受け、反帝国主義・資本節制・土地改革を主張するようになる。

### 評価
五四運動は、中国共産党と中国国民党に高く評価されてきた。中国国内の研究蓄積は他国の追随を許さない。しかし、政治イデオロギーに縛られ硬直した部分があるのも事実である。大陸では、五四運動をナショナリズムが真に大衆化した転機として捉え、中国現代史の起点をここに置いている。すなわちストライキやボイコットといった運動手法を積極的に利用した五四運動に高い評価を与えているのである。これは、1921年、中国共産党が五四運動の影響から誕生したことも大きく関係している。こうした中国共産党的歴史観を革命史観ともいうが、この史観は、一時期の日本にも多大な影響を与えた。現在ではこうした革命史観をいかに乗り越えるのかというのが、今日、五四運動研究において自覚的に求められているテーマである。以下に紹介する近年における日本の歴史学界における論争は、その乗り越え方をめぐる論争とも言える。
日本では五四運動について、1980年代以降1990年代初頭の間に盛んに研究されてきた。しかしその評価については大きく二つに分けられる。主な論争点の一つは、五四運動の担い手は誰かという点である。狭間直樹たち京都大学人文科学研究所を中心とする研究者たちは労働者階層に運動推進の主要な役割を振り、上海三罷闘争には反帝国主義的性格があったと論じたが、これに対し野沢豊や笠原十九司ら中央大学人文科学研究所グループはこの運動は富裕層が主体であって、山東利権回収運動の一部を形成するものだとした。さらにその運動の性格は抗日・反安徽派というものに過ぎないという主張を展開した。両者は中央大学で直接会って論戦を交わしたが、未だ明確な決着は得られていない。
また、日本政府はヴェルサイユ条約調印5日前の6月23日に緊急勅令を発布し、ドイツ、オーストリア、ハンガリー及びトルコの国・個人・法人に属する財産の日本政府による接収の手続を明文化したため、それら諸国が五四運動を支持したこともありうる。
五四運動は儒教に代表される旧道徳・旧文化の打破、人道主義、文学改革、後の簡体字の制定につながる文字改革などこれらの主張をおこなう新文化運動と連動している点も重要な要素である。